# Wannabe (sång)
Wannabe är en sång som den brittiska popgruppen Spice Girls sjöng. Sången skrevs av Richard Stannard, Matt Rowe och medlemmarna i Spice Girls. Wannabe var en av 1990-talets mest kända sånger, och har blivit något av en signaturmelodi för Spice Girls. Den 8 juli 1996 utkom sången som gruppens första singel. På den brittiska singellistan, hamnade den först på tredje plats och tog sedan två steg uppåt. Därefter tillbringade sången sju veckor på denna listas topp. Då sångens popularitet började dala i Storbritannien behöll den sin popularitet i andra delar av världen, och var nummer ett i Australien i elva veckor och i Kanada i fem veckor. Den 22 februari 1997 gick sången högst upp i topp på hitlistan Billboard Hot 100 i USA, där den låg etta i fyra veckor.

## Låtlista

### Storbritannien CD 1
1. "Wannabe" (Radio Edit)
2. "Bumper to Bumper"
3. "wannabee" (Vocal Slam)

### Storbritannien CD 2
1. "Wannabe" [Radio Edit] - 2:52
2. "Wannabe" [Dave Way Alternative Mix] - 3:27
3. "Wannabe" [Dub Slam] - 6:25
4. "Wannabe" [Instrumental] - 2:52

### USA CD-singel
1. "Wannabe" (Single Edit)
2. "Bumper to Bumper"

## Medverkande
- Spice Girls – Text, Sång
- Matt Rowe – text, Producent, Klaviatur och programmering
- Richard Stannard – text, producent, klvaviatur och programmering
- Mark "Spike" Stent –  Ljudmixning
- Adrian Bushby – Inspelningstekniker
- Patrick McGovern – assistent

Utgiven av Windswept Pacific Music Ltd/PolyGram Music Publishing Ltd

## Listplaceringar, topplaceringar och certifikat

### Listplaceringar
| Lista (1996)                     | Topplacering |
| -------------------------------- | ------------ |
| Australiska singellistan         | 1            |
| Österrikiska singellistan        | 2            |
| Belgiska Ultratop 50 (Flandern)  | 1            |
| Belgiska Ultratop 40 (Vallonien) | 1            |
| Danska singellistan              | 1            |
| Nederländska Top 40              | 1            |
| European Hot 100                 | 1            |
| Finländska singellistan          | 1            |
| Franska singellistan             | 1            |
| Tyska singellistan               | 1            |
| Irländska singellistan           | 1            |
| Italian Singles Chart            | 4            |
| Nyzeeländska RIANZ-singellistan  | 1            |
| Norska singellistan              | 1            |
| Spanska singellistan             | 1            |
| Svenska singellistan             | 1            |
| Schweiziska singellistan         | 1            |
| Brittiska singellistan           | 1            |

| Lista (1997)                              | Topplacering |
| ----------------------------------------- | ------------ |
| Kanadensiska RPM-singellistan             | 9            |
| Amerikanska Billboard Hot 100             | 1            |
| Amerikanska Billboard Hot Dance Club Play | 15           |
| Amerikanska Billboard Mainstream Top 40   | 4            |
| Amerikanska Billboard Rhythmic Top 40     | 1            |

| Land           | Utfärdare | Certifikat |
| -------------- | --------- | ---------- |
| Frankrike      | SNEP      | Diamant    |
| Tyskland       | IFPI      | Guld       |
| Nederländerna  | NVPI      | Guld       |
| Norge          | IFPI      | Platina    |
| Sverige        | GLF       | Guld       |
| Schweiz        | IFPI      | Guld       |
| Storbritannien | BPI       | Platina    |
| USA            | RIAA      | Platina    |

### Fotnoter
1. ↑  ”Spice Girls - Wannabe (Song)”. Australian Recording Industry Association. 3 november 1996. http://australian-charts.com/showitem.asp?interpret=Spice+Girls&titel=Wannabe&cat=s. Läst 15 mars 2010.
2. ↑  ”Spice Girls - Wannabe (Song)” (på tyska). Ö3 Austria Top 40. 13 oktober 1996. http://austriancharts.at/showitem.asp?interpret=Spice+Girls&titel=Wannabe&cat=s. Läst 15 mars 2010.
3. ↑  ”Spice Girls - Wannabe (Nummer)” (på nederländska). Ultratop. 21 september 1996. http://www.ultratop.be/nl/showitem.asp?interpret=Spice+Girls&titel=Wannabe&cat=s. Läst 15 mars 2010.
4. ↑  ”Spice Girls - Wannabe (Chanson)” (på franska). Ultratop. 5 oktober 1996. http://www.ultratop.be/fr/showitem.asp?interpret=Spice+Girls&titel=Wannabe&cat=s. Läst 15 mars 2010.
5. ↑  ”Hits of the World: Denmark (IFPI/Nielsen Marketing Research) 08/28/96”. Billboard (Nielsen Business Media) "108" (37):  s. 63. 14 september 1996. ISSN 0006-2510.
6. ↑  ”De Nederlandse Top 40” (på nederländska). Dutch Top 40. Radio 538. 1996 - week 36. http://www.top40.nl/index.aspx?week=36&jaar=1996. Läst 15 mars 2010.
7. ↑  ”Hits of the World: Eurochart Hot 100 (Music & Media) 09/04/96”. Billboard (Nielsen Business Media) "108" (38):  s. 48. 21 september 1996. ISSN 0006-2510.
8. ↑  ”Spice Girls - Wannabe (Song)”. YLE. 1996 - week 36. http://finnishcharts.com/showitem.asp?interpret=Spice+Girls&titel=Wannabe&cat=s. Läst 15 mars 2010.
9. ↑  ”Spice Girls - Wannabe (Chanson)” (på franska). Syndicat National de l'Édition Phonographique. 28 september 1996. http://lescharts.com/showitem.asp?interpret=Spice+Girls&titel=Wannabe&cat=s. Läst 15 mars 2010.
10. ↑  ”Chartverfolgung: Spice Girls - Wannabe” (på tyska). Media Control Charts. 16 september 1996. Arkiverad från originalet den 8 december 2008. https://web.archive.org/web/20081208020017/http://www.musicline.de/de/chartverfolgung_summary/title/SPICE+GIRLS/WANNABE/single. Läst 15 mars 2010.
11. ↑  ”Hits of the World: Ireland (IFPI Ireland/Chart-Track) 08/15/96”. Billboard (Nielsen Business Media) "108" (35):  s. 101. 31 augusti 1996. ISSN 0006-2510.
12. ↑  ”Hits of the World: Italy (Musica e Dischi/FIMI) 10/03/96”. Billboard (Nielsen Business Media) "108" (42):  s. 58. 19 oktober 1996. ISSN 0006-2510.
13. ↑  ”Spice Girls - Wannabe (Song)”. Recording Industry Association of New Zealand. 10 november 1996. Arkiverad från originalet den 24 maj 2010. https://web.archive.org/web/20100524111024/http://charts.org.nz/showitem.asp?interpret=Spice+Girls&titel=Wannabe&cat=s. Läst 15 mars 2010.
14. ↑  ”Spice Girls - Wannabe (Song)”. VG-lista. Verdens Gang. 1996 - week 35. http://norwegiancharts.com/showitem.asp?interpret=Spice+Girls&titel=Wannabe&cat=s. Läst 15 mars 2010.
15. ↑  ”Hits of the World: Spain (TVE/AFYVE) 09/21/96”. Billboard (Nielsen Business Media) "108" (41):  s. 62. 12 oktober 1996. ISSN 0006-2510.
16. ↑  ”Spice Girls - Wannabe (Song)”. Sverigetopplistan. 30 augusti 1996. http://swedishcharts.com/showitem.asp?interpret=Spice+Girls&titel=Wannabe&cat=s. Läst 15 mars 2010.
17. ↑  ”Spice Girls - Wannabe (Song)” (på tyska). Swiss Charts. Hung Medien. 15 september 1996. http://hitparade.ch/showitem.asp?interpret=Spice+Girls&titel=Wannabe&cat=s. Läst 15 mars 2010.
18. ↑  ”All The No.1 Singles: Spice Girls - Wannabe”. The Official UK Charts Company. 27 juli 1996. https://www.officialcharts.com/artist/1633/spice-girls/. Läst 15 mars 2010.
19. ↑  ”Top Singles - Volume 64, No. 25, 24 februari 1997”. RPM. RPM Music Publications Ltd. 24 februari 1997. http://www.collectionscanada.gc.ca/rpm/028020-119.01-e.php?&file_num=nlc008388.7766&volume=64&issue=25&issue_dt=February%2024%201997&type=1&interval=24&PHPSESSID=4dp17sl7hp9qmhhj3vmcenr836. Läst 15 mars 2010.
20. ↑  ”Hot 100: Week of February 22, 1997 - Wannabe”. Billboard. Nielsen Business Media. 22 februari 1997. http://www.billboard.com/charts/hot-100/1997-02-22. Läst 15 mars 2010.
21. ↑  ”Wannabe - Spice Girls: Chart History”. Billboard. Nielsen Business Media. http://www.billboard.com/music/spice-girls/chart-history/dance-club-play-songs/song/542445. Läst 15 mars 2010.
22. 1 2  ”Awards” (på engelska). Allmusic. http://www.allmusic.com/album/spice-mw0000089458/awards.
23. ↑  ”Certifications Singles Diamant - année 1997” (på franska). Syndicat National de l'Édition Phonographique. 24 juni 1997. https://snepmusique.com/les-certifications/page/21/?annee=1997. Läst 16 mars 2010.
24. ↑  ”Bundesverband Musikindustrie Gold/Platin-Datenbank” (på tyska). IFPI Germany. 1996. Arkiverad från originalet den 6 juli 2010. https://web.archive.org/web/20100706091728/http://www.musikindustrie.de/gold_platin_datenbank_beta/. Läst 15 mars 2010.
25. ↑  ”Goud/Platina - The Spice Girls - Wannabe” (på nederländska). NVPI. 1996. Arkiverad från originalet den 11 december 2008. https://web.archive.org/web/20081211173628/http://www.nvpi.nl/nvpi/pagina.asp?pagkey=61112&documentid=1236876&zoekform=60463&formposted=yes. Läst 15 mars 2010.
26. ↑  ”IFPI Norsk platebransje - Trofeer” (på norska). IFPI Norway. 1996. Arkiverad från originalet den 13 juni 2007. https://web.archive.org/web/20070613015201/http://www.ifpi.no/sok/index_trofe.htm. Läst 15 mars 2010.
27. ↑  ”Guld-Platina 1987-1998”. Grammofonleverantörernas förening. 2 oktober 1996. Arkiverad från originalet den 21 maj 2012. https://web.archive.org/web/20120521214300/http://www.ifpi.se/wp/wp-content/uploads/guld-platina-1987-1998.pdf. Läst 10 augusti 2010.
28. ↑  ”The Official Swiss Charts and Music Community” (på tyska). IFPI Switzerland. 1996. http://swisscharts.com/search_certifications.asp?search=spice. Läst 16 mars 2010.
29. ↑  ”Certified Awards Search”. British Phonographic Industry. 1 augusti 1996. Arkiverad från originalet den 24 september 2009. https://web.archive.org/web/20090924015932/http://www.bpi.co.uk/certifiedawards/search.aspx. Läst 15 mars 2010.
30. ↑  ”RIAA - Gold and Platinum”. Recording Industry Association of America. 5 mars 1997. https://www.riaa.com/gold-platinum/?tab_active=default-award&ar=Spice+Girls&ti=Wannabe&lab=&genre=&format=&date_option=release&from=&to=&award=&type=&category=&adv=SEARCH#search_section. Läst 15 mars 2010.